# ラージャ・ラクシュミー・デビー
ラージャ・ラクシュミー・デビー（Rajya Lakshmi Devi, 1814年頃 - 1900年以前）は、ネパール王国の君主ラジェンドラ・ビクラム・シャハの第二正妃。

## 生涯
1824年、ネパール王国の君主ラジェンドラ・ビクラム・シャハの第二正妃となる。
王との間にはラネンドラ、ビレンドラの2子をもうけた。
1842年、王太子スレンドラ・ビクラム・シャハの素行不良を理由にカトマンズで人々が決起、その統治権停止を要求し、困惑したラジェンドラは第二正妃ラージャ・ラクシュミーに全権を委任した。
ラージャ・ラクシュミーはスレンドラ王太子ではなく自分の息子ラネンドラを王にしようと画策した。そのため、スレンドラを擁するパンデ一族に対抗するため、タパ一族に接近し、1843年にマートバル・シンハ・タパを首相に任じた。
だが、マートバル・シンハはスレンドラを擁して王に退位を迫るようになったため、王妃はその暗殺を計画した。王妃は寵愛していたガガン・シンハ・カワースに暗殺計画を立てさせ、首相の甥ジャンガ・バハドゥル・クンワルに暗殺を実行させ、これは成功した。
その後、1845年にファッテ・ジャンガ・シャハが首相に、ガガン・シンハが筆頭大臣になって、内閣が構成された。だが、ガガン・シンハは首相以上に権力を持ったため、重臣らの不満を買っていた。
1846年9月、ガガン・シンハが自邸で暗殺された。王妃は寵臣が殺害されたことに激怒し、様々ないきさつの後、ジャンガ・バハドゥルに「余の敵を殲滅せよ」と命じて重臣の大部分を抹殺させた（王宮大虐殺事件）。翌日、ジャンガを首相兼全軍最高司令官に任命した。
王妃はその後、ジャンガ・バハドゥルに王太子スレンドラと弟のウペンドラを殺害し、自分の息子ラネンドラを王にするように取り計らうように命じた。だが、ジャンガは王宮や軍で確固たる立場を確立していたので、スレンドラ殺害は正義に欠くとし、必要によっては王妃を国法によって罰すると述べた。
王妃は自分が取り立てたジャンガが敵対したことに激怒し、側近のビール・ドワジ・バスネット、ガガン・シンハの息子バジール・シンハ・カワースとその暗殺を企てた。ビール・ドワジには計画成功の暁には首相に任命するとの勅令を与えたが、この勅令の手渡しに立ち会った王師ビジャイ・ラージ・パンデは以前からのジャンガの味方であり、計画のすべてがジャンガに伝わっていた。
計画実行当日、ビール・ドワジはジャンガに殺害され、バジール・シンハは逃亡した。そのほかバスネット一族多数が殺害され、計画は失敗した（バンダールカール事件）。
この事件後、ジャンガは練兵所で会議を開き、王太子と首相を殺害しようとした事実を告発し、全会一致で王妃の国外追放を議決、王と王太子の署名を得た。この結果、11月に王妃は310万ルピーの現金、150万ルピー相当の宝石を持って、自分の息子ラネンドラ、ビレンドラとともにヴァーラーナシーへと向かった。ラジェンドラ王もまた、王太子に2、3ヶ月の予定で全権を与える命令を出してともに出国した。
1900年までに、王妃はヴァーラーナシーで死亡している。